# Giovanni Battista Degli Antoni
Giovanni Battista Degli Antoni (ou Antonii ; Bologne, 24 juin 1636 – Bologne, 1698) est un compositeur italien de l'époque baroque, faisant partie de l'école de Bologne.

## Biographie
Giovanni Degli Antoni naît dans une famille de musiciens : son père est tromboniste à la basilique San Petronio et  il a un frère musicien, Pietro Degli Antonii. Sa formation musicale commence avec son père et peut-être de Giacomo Maria Predieri (1611–1695). Il obtient un premier emploi, en tant que tromboniste du Concerto Palatino, où il travaille jusqu'en 1675. Parallèlement, à partir de 1654, il est brièvement membre de la chapelle musicale de San Petronio, mais après une restructuration, par le maître de chapelle Maurizio Cazzati, il est licencié en décembre 1657. En 1684, il est admis à l'Accademia Filarmonica. Entre 1687 et 1698, il est organiste à la basilique San Giacomo Maggiore. Il joue et enseigne également le violoncelle.

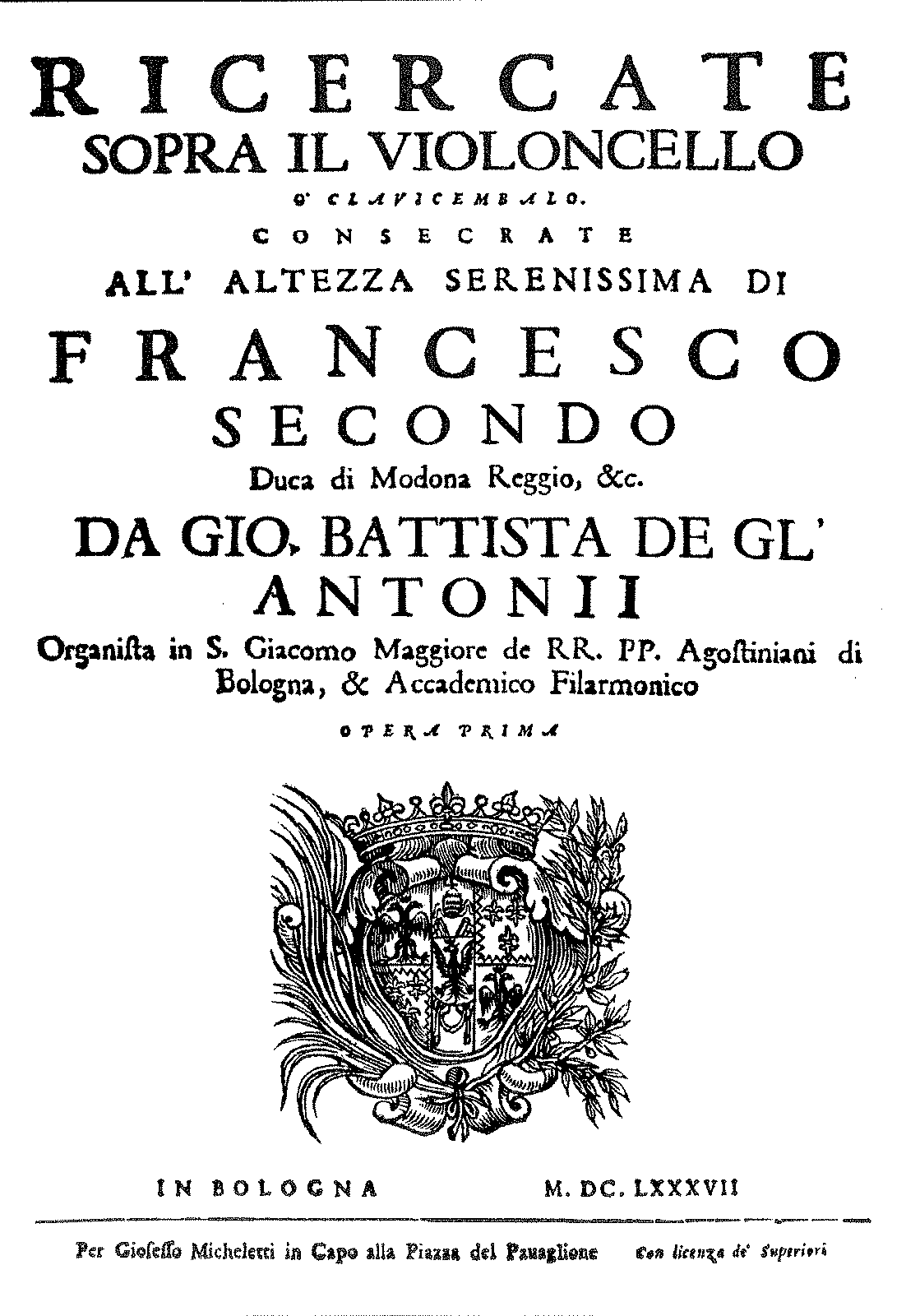
Page de titre des Ricercate, opus 1 (éd. Gioseffo Micheletti, Bologne, 1687).

Dès 1687 paraissent des collections de musique instrumentale, surtout pour violon et violoncelle. En outre, il publie deux recueils de Versetti pour orgue (1687 et 1696). Pendant près de cent ans, ses 12 Ricercari op. 1, sont considérés comme d'une importance révolutionnaire pour la littérature pour violoncelle, à côté des œuvres de Domenico Gabrielli qui sont les premiers exemples du développement d'un répertoire pour violoncelle seul. Toutefois, à la Biblioteca Estense de Modène, on a retrouvé à la fin du XXe siècle, le manuscrit des Ricercate per il violino, qui se sont avérés, après peu de temps, être la partie supérieure du prétendu violoncelle seul. Une version imprimée de ces œuvres pour violon n'est pas connue et il reste étrange que la partie de violoncelle ait été imprimée en tant que Ricercate sopra il violoncelle. En dépit de ce fait, certains violoncellistes pensent que certains des Ricercari peuvent être des pièces en solo, et qu'ils peuvent être joués comme morceau solo pour un instrument de basse.

## Œuvre
- Ricercate sopra il violoncello o clavicembalo… opera prima et Ricercate per il violino (1687)
- Versetti pour orgue, op. 2 (1687)
- Balletti e correnti, gighe e sarabande pour violon et clavecin ou violoncelle, op. 3 (1687)
- Balletti pour deux violons et clavecin ou violoncelle, op. 4
- Ricercate a violino, e violoncello o clavicembalo, op. 5 (1690)
- Balletti pour violon et violoncelle ou clavecin, op. 6 (1690)
- Versetti pour orgue, op. 7 (1696)

## Discographie
- La Naissance du violoncelle : Degli Antoni, 12 Ricercari, op. 1 - Julius Berger, violoncelle « Carlo IX » d'Andrea Amati 1566 (28-30 mai/2-4 juillet 2007, Solo Musica SM 112) (BNF 42321681) — avec des œuvres de Domenico Gabrielli.